# 159e division de fusiliers (3e formation)
Pour les articles homonymes, voir 159e division.
La 159e division de fusiliers (en russe : 159-я стрелковая дивизия, abrégé en 159 сд), est une grande unité d'infanterie de l'Armée rouge pendant la Seconde Guerre mondiale. Créée en juillet 1943, elle combat contre les Allemands jusqu'en avril 1945 puis contre les Japonais jusqu'en septembre. Elle est dissoute en mars 1947.

## Historique
Une première 159e division de fusiliers est créée en 1940 et disparaît en septembre 1941 dans la bataille de Kiev. Une seconde, créée en mars 1942, devient en janvier 1943 la 61e division de fusiliers de la Garde.
La nouvelle 159e division de fusiliers est formée en mai 1943, à partir des 20e et 132e brigades de fusiliers,, ainsi que de la 49e brigade de skieurs.
Après sa formation, elle est constituée des unités suivantes :
- 491e régiment de fusiliers,
- 558e régiment de fusiliers,
- 631e régiment de fusiliers,
- 597e régiment d'artillerie.

La division est affectée en juillet à la 68e armée du front de l'Ouest.
La division reçoit le 2 juillet 1944 le titre honorifique Vitebskaïa (Витебская, « de Vitebsk ») pour son action dans la libération de cette ville (offensive de Vitebsk-Orcha). Elle reçoit l'ordre du Drapeau rouge le 25 juillet 1944 après la libération de Vilnius. Elle est décorée de l'ordre de Souvorov, 2e classe, le 12 août 1944 après le franchissement du Niémen (offensive de Kaunas).
La division est décorée de l'ordre de Koutouzov, 2e classe, le 19 septembre 1945 pour son action lors de l'offensive de Mandchourie.
Après-guerre, la division est affectée au 45e corps de fusiliers de la 5e armée. Elle est dissoute en mars 1947, en même temps que le reste du 45e corps.